# Challenger de Forlì 2022
El torneo Internazionali di Tennis Città di Forlì 2022 fue un torneo de tenis perteneció al ATP Challenger Tour 2022 en la categoría Challenger 125. Se trató de la 3ª edición; el torneo tuvo lugar en la ciudad de Forlì (Italia), desde el 30 de mayo hasta el 5 de junio de 2022 sobre pista de tierra batida al aire libre.

## Jugadores participantes del cuadro de individuales
| Favorito | País                 | Jugador                 | Rank1 | Posición en el torneo    |
| -------- | -------------------- | ----------------------- | ----- | ------------------------ |
| 1        | Bandera de Italia    | Lorenzo Musetti         | 66    | CAMPEÓN                  |
| 2        | Bandera de España    | Jaume Munar             | 87    | Semifinales              |
| 3        | Bandera de Argentina | Tomás Martín Etcheverry | 88    | Cuartos de final         |
| 4        | Bandera de Bolivia   | Hugo Dellien            | 90    | Primera ronda            |
| 5        | Bandera de Japón     | Taro Daniel             | 115   | Cuartos de final         |
| 6        | Bandera de Italia    | Gianluca Mager          | 119   | Primera ronda            |
| 7        | Bandera de Argentina | Juan Manuel Cerúndolo   | 130   | Cuartos de final, retiro |
| 8        | Bandera de Italia    | Marco Cecchinato        | 132   | Primera ronda            |

- 1 Se ha tomado en cuenta el ranking del 25 de mayo de 2022.

### Otros participantes
Los siguientes jugadores recibieron una invitación (wild card), por lo tanto ingresan directamente al cuadro principal (WC):
- Lorenzo Musetti
- Stefano Napolitano
- Borna Ćorić

Los siguientes jugadores ingresan al cuadro principal tras disputar el cuadro clasificatorio (Q):
- Kimmer Coppejans
- Arthur Fils
- Matteo Gigante
- Robin Haase
- Matteo Martineau
- Francesco Passaro

## Campeones

### Individual Masculino
- Lorenzo Musetti derrotó en la final a  Francesco Passaro, 2–6, 6–3, 6–2

### Dobles Masculino
- Nicolás Barrientos /  Miguel Ángel Reyes-Varela derrotaron en la final a  Sadio Doumbia /  Fabien Reboul, 7–5, 4–6, [10–4]